# Jean Ebersolt
Jean Ebersolt est un byzantiniste, archéologue et historien de l'art français né le 22 juin 1879 à Montbéliard et mort le 9 décembre 1933 à Paris.

## Biographie
Jean Ebersolt naît  à Montbéliard le 22 juin 1879 dans une famille de pasteurs chrétiens. Admis en 1898 à l'École des chartes, il s'oriente cependant vers la Faculté de théologie protestante de Paris dont il sort bachelier avant d'intégrer l'École pratique des hautes études dont il est diplômé en 1902 avec une thèse sur Bérenger de Tours et la controverse sacramentaire et où il est chargé de conférences dans la section des sciences religieuses entre 1908 et 1909.  De 1904 à 1907 il est pensionnaire de la Fondation Thiers. Il est également docteur ès lettres de la Sorbonne en 1910.
À partir de 1903, il collabore avec Gabriel Millet dont il a suivi la conférence à la section des sciences religieuses de l'École pratique des hautes études. Sa rencontre avec Charles Diehl le mène vers Byzance qui sera son domaine d'étude sa vie durant. Il se consacre à l'archéologie et à l'histoire de l'art au cours de missions scientifiques à Constantinople dont il est chargé entre 1907 et 1920 par le ministère de l'Instruction publique et par l'Académie des inscriptions et belles-lettres. En mission scientifique en Russie en 1911 il donne des conférences à l'Institut français de Saint-Pétersbourg. 
Membre de l'Association pour l'encouragement des études grecques en France dès 1906, il en est le secrétaire adjoint puis général de 1924 à 1928. Il est aussi correspondant de l'Institut archéologique russe de Constantinople (1908) et de la Société nationale des antiquaires de France (1914) et membre honoraire de la Société d'études byzantines d'Athènes (1926). 
Il épouse en 1913 la violoniste Juliette Maury (1889-1982), à l'origine des concerts de la Ferme de Villefavard, sœur de Geneviève Maury et petite-fille de l'industriel et cofondateur de Nestlé Jules Monnerat. 
Jean Ebersolt meurt à Paris le 9 décembre 1933.

## Principales œuvres
- Le Grand Palais de Constantinople et le Livre des cérémonies, Paris, Leroux (1910)
- Les églises de Constantinople, Paris, Leroux, en 2 volumes (1913)
- Constantinople byzantine et les voyageurs du Levant, Paris, Leroux (1918)
- Sanctuaires de Byzance : recherches sur les anciens trésors des églises de Constantinople, Paris, Leroux (1921)
- Les arts somptuaires de Byzance : étude sur l'art impérial de Constantinople, Paris, Leroux (1923)
- Orient et Occident : recherches sur les influences byzantines et orientales en France avant les croisades, Paris et Bruxelles, Van Oest (1928)
- Orient et Occident : recherches sur les influences byzantines et orientales en France pendant les croisades, Paris et Bruxelles, Van Oest (1929)
- Monuments d'architecture byzantine, Paris, Éditions d'art et d'histoire (1934)